# Битва при Алфарробейре
Сраже́ние при Алфарробе́йре — битва, произошедшая 20 мая 1449 года на полях у реки Алфарробейра рядом с Виалонгой у Алверки между сторонниками инфанта дона Педру, герцога Коимбры и регента при несовершеннолетнем будущем португальском короле Афонсу V, поддерживаемыми графами де Оурен, и де Барселуш и королевскими войсками. Сражение знаменовало печальный эпилог вооружённых гражданских столкновений между приверженцами инфанта дона Педру, которому противостояли влиявшие на короля Афонсу V придворные и знать. В результате дворцовых интриг в битве сошлись родственники: молодой король Афонсу V и его дядя (брат отца) и тесть (отец Изабеллы Коимбрской) инфант дон Педру.

## Предшествующие события
В 1438 году умер португальский король Дон Дуарте I. Усопший король назначил в завещании регентшей нового короля свою супругу, мать Афонсу V, Дону Леонор. По решению кортесов в 1439 году регентом короля был назначен инфант дон Педру, а мать короля Дону Леонор было решено изгнать в Кастилию, и в ночь с 28 на 29 декабря 1440 года она покинула Португалию.
15 января 1446 года юному королю Афонсу V исполнилось 14 лет. Это считалось наступлением его совершеннолетия, и по причине столь знаменательного события в Лиссабоне созывались кортесы, во время проведения которых регент якобы официально передал полноту власти королю. Однако в действительности событие оказалось фарсом, и ещё на протяжении 2 лет регент держал бразды правления Португалией в своих руках. Его противники, Альфонс I, герцог де Браганса, граф де Оурен и архиепископ Лиссабона, стали плести против него интриги, восстанавливая короля против дяди и тестя, время регентства которого завершилось 11 июля 1448 года вручением постановления о прекращении полномочий.
В конце июля 1448 года инфант дон Педру отправился в свои владения в герцогстве Коимбра. В том же году Афонсу V просил герцога де Браганса прибыть в Лиссабон. Герцог отправился в путь в сопровождении 3 000 своих людей. Дорога лежала через владения герцога де Коимбра, который не дал разрешения для прохода столь многочисленной свиты через свои земли, расценив его как оскорбление достоинства. Герцог де Браганса был вынужден обойти владения бывшего регента, но прибыв в Лиссабон, пожаловался на него королю, объявил его вместе с его приближёнными вероломными мятежниками. Стороны стали готовиться к войне.

## Битва
Инфант дон Педру решил выдвинуться в Лиссабон для опровержения клеветы и снятия обвинений в измене, но, поскольку там находилось много его врагов, был вынужден выступить с войском. Будучи проинформированным о действиях дяди, монарх пришёл в ярость, велел собрать войско в 16 ( Гашпар Диаш де Ландин (Gaspar Dias de Landim), 4 тыс. кавалерии и 12 тыс. пехоты) или 30 тыс. человек (, Руй де Пина) и выдвинулся ему навстречу. Первую половину мая Дон Афонсу V провёл в Сантарене, но имея значительные вооружённые силы не располагал денежными средствами для осады Коимбры. Согласно оценкам Г. Д. де Ландина, бывший регент располагал примерно 1,2 тыс. рыцарей и 2,3 тыс. пехоты, но Р. де Пина приводит 1 и 5 тыс. соответственно.. Поскольку Лиссабон был хорошо защищён и там было много противников инфанта дона Педру, бывший регент решил остановиться на полях у берегов реки Алфарробейры, где разбил лагерь и приготовился к длительной обороне. Название местности происходит от арабского alcharrub, что означает порт. alfarroba — рожковое дерево и его плод. Всё указывало на то, что монарх не планировал проведение немедленной карательной операции, но стремился к психологическому ослаблению противника.
В результате скрытых вылазок арбалетчиков короля, от стрел которых погибли люди инфанта, с его стороны начался артобстрел. Одно из каменных ядер, выпущенных из пушек герцога Коимбры, упало у палатки короля. Этого было достаточно для перехода противостояния в иную, более ожесточённую стадию — завязалась рукопашная схватка. Согласно «Хронике» Руя де Пины (Chronica do Senhor Rey Dom Affonso V), стрела поразила сердце инфанта дона Педру, и он упал замертво. Граф де Абраншеш взял на себя командование силами инфанта, решив отомстить за его гибель. Бой был ожесточённым, но коротким, и длился, по данным Г. Д. де Ландина, полтора часа.
Так завершился очередной кровавый гражданский конфликт, когда португалец убивал португальца. Вооружённое столкновение явилось кульминацией политической борьбы, продолжавшейся с момента смерти португальского короля Дона Дуарте I в 1438 году. В результате после сражения победу одержали представители придворных кругов и знатные сеньоры, оказывавшие влияние на короля Афонсу V и препятствовавшие централизации королевской власти.